# Kuluncak
Kuluncak ist eine Stadtgemeinde (Belediye) im gleichnamigen Ilçe (Landkreis) der Provinz Malatya in Ostanatolien und gleichzeitig eine Gemeinde der 2012 geschaffenen Büyüksehir belediyesi Malatya (Großstadtgemeinde/Metropolprovinz). Seit der Gebietsreform 2013 ist die Gemeinde flächen- und einwohnermäßig identisch mit dem Landkreis. Kuluncak liegt im Nordwesten der Provinz, grenzt extern an die Provinz Sivas und erhielt 1972 den Status einer Stadtgemeinde (Belediye).
Bis zu seiner Bildung 1990 war Kuluncak ein Bucak im Landkreis Darende. Das Gesetz Nr. 3644 gliederte ihn von dort aus. Die 21 Dörfer hatten zur letzten Volkszählung 1985 14.363 Einwohner (1990 als Kreis: 11.478), davon der gleichnamige Verwaltungsort 2.761 (1990: 2.240).
(Bis) Ende 2012 bestand der Landkreis neben der Kreisstadt aus der Stadtgemeinde (Belediye) Sofular sowie 21 Dörfern (Köy), die während der Verwaltungsreform 2013 in Mahalle (Stadtviertel/Ortsteile) überführt wurden. Die sechs existierenden Mahalle der Kreisstadt blieben erhalten, während die Mahalle von Sofular einem Mahalle vereint wurden. Durch Herabstufung zu Mahalle stieg deren Zahl auf 28 an. Ihnen steht ein Muhtar als oberster Beamter vor.
Ende 2020 lebten durchschnittlich 268 Menschen in jedem dieser Mahalle, 763 Einw. im bevölkerungsreichsten (Sofular Mah.).